# Communauté de communes Barrès-Coiron
Pour les articles homonymes, voir Barrès et Coiron.
La communauté de communes Ardèche Rhône Coiron est une ancienne communauté de communes française, située dans le département de l'Ardèche en région Auvergne-Rhône-Alpes.

## Historique
La communauté de communes a été créée le 11 décembre 2003.
Le projet de schéma départemental de coopération intercommunale de 2015 impose la fusion avec une autre structure intercommunale ; bien que le seuil de population soit compris entre 5 000 et 15 000 habitants, Barrès-Coiron ne bénéficie d'aucune dérogation pour que cette communauté de communes soit maintenue en l'état.
Il propose la fusion avec la communauté de communes Rhône Helvie. La structure fusionnée partage en partie le même bassin de vie et d'emploi de Montélimar, ainsi que la même aire urbaine, par ailleurs elle est incluse dans le SCOT interdépartemental de la Basse vallée du Rhône.
Cette fusion est confirmée en mars 2016.
Le nom de la nouvelle structure est la communauté de communes Ardèche Rhône Coiron.

## Territoire communautaire

### Géographie
La communauté de communes est située au sud-est du département de l'Ardèche.
Le territoire communautaire est traversé par les routes départementales 2 (reliant Privas à Meysse) et 86 (ancienne route nationale longeant le Rhône, jusqu'à Rochemaure, cette dernière jouant « le rôle d'interface avec la Drôme », notamment avec Montélimar).

### Composition
La communauté de communes est composée des dix communes suivantes :
| Nom                            | Code Insee | Gentilé         | Superficie (km2) | Population (dernière pop. légale) | Densité (hab./km2) |
| ------------------------------ | ---------- | --------------- | ---------------- | --------------------------------- | ------------------ |
| Cruas (siège)                  | 07076      | Cruassiens      | 15,45            | 2 959 (2014)                      | 192                |
| Baix                           | 07022      | Baixois         | 17,39            | 1 062 (2014)                      | 61                 |
| Meysse                         | 07157      | Meyssois        | 19,18            | 1 325 (2014)                      | 69                 |
| Rochemaure                     | 07191      | Rupismauriens   | 24,33            | 2 291 (2014)                      | 94                 |
| Saint-Bauzile                  | 07219      | Bauziliens      | 7,05             | 298 (2014)                        | 42                 |
| Saint-Lager-Bressac            | 07260      | Saint-Lagérois  | 15,37            | 906 (2014)                        | 59                 |
| Saint-Pierre-la-Roche          | 07283      |                 | 9,92             | 54 (2014)                         | 5,4                |
| Saint-Martin-sur-Lavezon       | 07270      | Saint-Martinois | 23,54            | 432 (2014)                        | 18                 |
| Saint-Symphorien-sous-Chomérac | 07298      |                 | 7,86             | 764 (2014)                        | 97                 |
| Saint-Vincent-de-Barrès        | 07302      | Barrésiens      | 19,10            | 822 (2014)                        | 43                 |

Quatre d'entre elles sont situées au bord du Rhône, dans la vallée du Rhône (Baix, Cruas, Meysse et Rochemaure), trois en zone de montagne (Saint-Bauzile, Saint-Matin-sur-Lavezon et Saint-Pierre-la-Roche).

### Démographie
| 1968  | 1975  | 1982  | 1990  | 1999  | 2008   | 2013   |
| ----- | ----- | ----- | ----- | ----- | ------ | ------ |
| 5 704 | 5 181 | 7 526 | 7 841 | 8 766 | 10 154 | 10 924 |

## Administration

### Siège
Le siège de la communauté de communes est situé à Cruas.

### Les élus
La communauté de communes est gérée par un conseil communautaire composé de 28 membres représentant chacune des communes membres.
Ils sont répartis comme suit, :
| Nombre de délégués | Communes                                                                           |
| ------------------ | ---------------------------------------------------------------------------------- |
| 7                  | Cruas                                                                              |
| 6                  | Rochemaure                                                                         |
| 4                  | Meysse                                                                             |
| 2                  | Baix, Saint-Lager-Bressac, Saint-Symphorien-sous-Chomérac, Saint-Vincent-de-Barrès |
| 1                  | Saint-Bauzile, Saint-Martin-sur-Lavezon, Saint-Pierre-la-Roche                     |

### Présidence
Le conseil communautaire du 24 avril 2014 a réélu son président, Robert Cotta (maire de Cruas), et désigné ses six vice-présidents qui sont :
1. Paul Savatier (maire de Saint-Vincent-de-Barrès) ;
2. Dominique Palis (maire de Saint-Symphorien-sous-Chomérac) ;
3. Alain Bernard (maire de Saint-Lager-Bressac) ;
4. Annie Pollard Boulogne (maire de Saint-Bauzile) ;
5. Eric Cuer (maire de Meysse) ;
6. René Jimenez (adjoint au maire de Rochemaure).

### Compétences
L'intercommunalité exerce des compétences qui lui sont déléguées par les communes membres.
Compétences obligatoires :
- aménagement de l'espace communautaire : aménagement de la véloroute ViaRhôna, de la voie verte de l'ancienne ligne de chemin de fer du Pouzin à Privas, élaboration, mise en œuvre, révision de la charte de développement territorial du Pays de l'Ardèche Méridionale et du schéma de cohérence territoriale ;
- développement économique : aménagement, entretien et gestion de zones d'activités industrielle, commerciale, tertiaire, artisanale ou touristique (ZA de la Motte à Baix ou des Ramières à Cruas), opération rurale collective, accompagnement d'acteurs économiques locaux.

Compétences optionnelles :
- protection et mise en valeur de l'environnement : collecte et valorisation des déchets ménagers et assimilés (adhérait au syndicat de traitement des déchets Ardèche Drôme - SYTRAD), entretien et aménagement des sentiers de randonnée, gestion des cours d'eau et assainissement non collectif ;
- politique du logement et du cadre de vie : programme local et opération programmée de l'amélioration de l'habitat ;
- action sociale d'intérêt communautaire : développement de la petite enfance, service intercommunal de portage de repas à domicile.

Compétences facultatives :
- tourisme ;
- services à la population.

### Régime fiscal et budget
La communauté de communes applique la fiscalité professionnelle unique.

### Sources
- Site sur la population et les limites administratives de la France
- « CC Barres Coiron » dans la base nationale sur l'intercommunalité